# 교육권
교육권(敎育權)이란 헌법상 모든 국민이 교육을 받을 권리, 교육을 할 권리, 또는 양자를 포함하는 권리이다.

## 대한민국
대한민국 헌법 제31조 제1항에서 “모든 국민은 능력에 따라 균등하게 교육을 받을 권리를 가진다”고 명시하고 있다. ‘부모의 자녀에 대한 교육권’은 비록 헌법에 명문으로 규정되어 있지는 아니하지만, 이는 모든 인간이 국적과 관계없이 누리는 양도할 수 없는 불가침의 인권이다.

### 헌법 제31조의 주요 내용
- 제1항: 모든 국민의 균등한 교육받을 권리 보장
- 제2항: 부모 등 보호자의 자녀에 대한 초등교육과 법률이 정하는 교육을 받게 할 의무
- 제3항: 의무교육의 무상성
- 제4항: 교육의 자주성·전문성·정치적 중립성 및 대학의 자율성 보장
- 제5항: 국가의 평생교육 진흥 의무
- 제6항: 교육제도·운영·재정 및 교원 지위에 관한 기본적 사항은 법률로 정함

## 판례

### 학원시간 제한과 교육권
- 학원의 교습시간을 제한하여 학생들의 수면시간 및 휴식시간을 확보하고, 학교교육을 정상화하며, 학부모의 경제적 부담을 덜어주려는 이 사건 조례의 입법목적의 정당성 및 수단의 적합성이 인정되고, 이 사건 조항이 학교교과교습학원 및 교습소의 교습시간을 제한하였다고 하여 청구인들의 인격의 자유로운 발현권, 자녀교육권 및 직업수행의 자유를 침해하였다고 볼 수 없다[2]